# Honoré-Jozef Coppieters

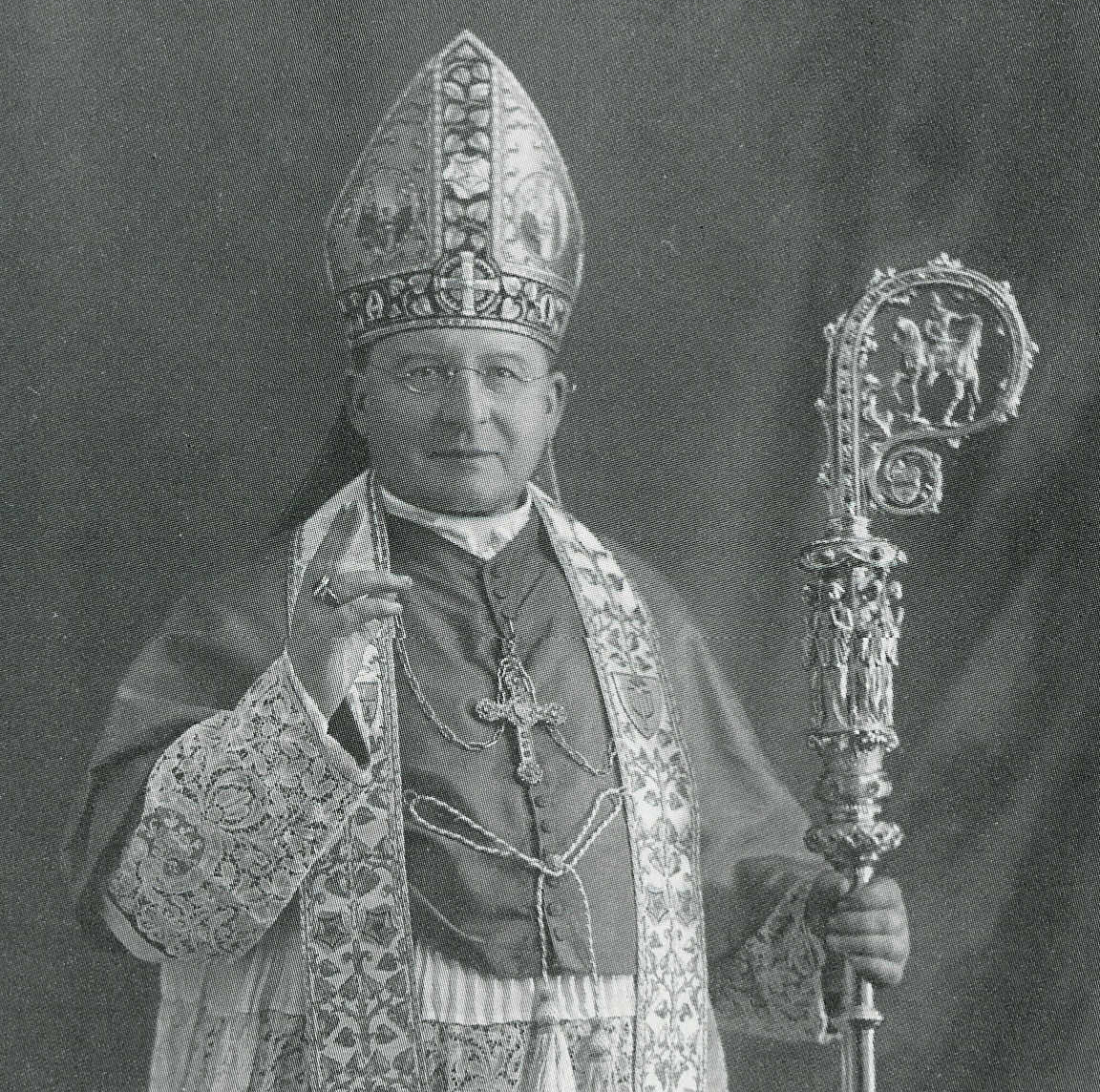
Honoré-Jozef Coppieters

Honoré-Jozef Coppieters (französisch Honoré-Joseph Coppieters; * 30. März 1874 in Overmere, Ostflandern, Belgien; † 20. Dezember 1947 in Gent) war ein belgischer römisch-katholischer Geistlicher und Bischof von Gent.

## Leben
Honoré-Jozef Coppieters wurde 1874 im flämischen Dorf Overmere als ältester Sohn einer Bauernfamilie geboren. Nach dem Besuch eines Seminars in Gent empfing er am 19. Dezember 1896 die Priesterweihe und studierte anschließend an der Katholischen Universität Löwen. 1902 erwarb er das Doktorat in Theologie. Von 1900 bis 1920 lehrte er Biblische Exegese und Hebräisch an der Theologischen Fakultät der Universität Löwen. 1919 wurde er zum Dekan von Lokeren ernannt, 1924 zum Dekan von Aalst.
Am 28. Januar 1927 wurde er zum Weihbischof von Gent ernannt und wurde gleichzeitig Titularbischof von Helenopolis in Bithynia. Am 15. Mai 1927 spendete ihm Erzbischof Jozef-Ernest Van Roey die Bischofsweihe; Mitkonsekratoren waren Gastone Antonio Rasneur, Bischof von Tournai (Doornik), und Eugène Victor Marie Van Rechem, Weihbischof in Gent. Zwei Tage später trat er offiziell sein Amt als Bischof an. Sein Wahlspruch war Fide et Caritate („Durch Glauben und Liebe“).
Im Vorfeld der Weltausstellung Brüssel 1935 erwarb er eine Orgel der Firma Johannes Klais Orgelbau in Bonn, zur Ergänzung der schon bestehenden Orgel in der Genter Kathedrale.
In seiner Amtszeit, in der Nacht vom 10. auf den 11. April 1934, wurden zwei Altartafeln mit Gemälden von Hubert und Jan van Eyck aus der Genter Kathedrale gestohlen. Coppieters persönlich erhielt am 30. April 1934 einen Erpresserbrief der Kunstdiebe mit einer Zahlungsforderung in Höhe von einer Million belgischer Francs. Schließlich wurden nur 25.000 Francs Lösegeld ausbezahlt, worauf eine der Altartafeln zurückgegeben wurde. Die zweite Altartafel mit den Gerechten Richtern ist bis heute als Kopie ausgestellt.
Am 20. Dezember 1947 starb Bischof Coppieters. Am 24. März 1959, nach siebenjährigen Verhandlungen mit Weihbischof Leo de Kesel, wurden seine Gebeine in die Krypta der Genter Kathedrale übergeführt.